# 西恵子
西 恵子（にし けいこ、1948年12月11日 - ）は、日本の元女優。本名（旧姓名）、西山 幸子。
新潟県長岡市出身。宝仙学園高等学校卒業。吉村事務所、柊企画に所属していた。既婚。

## 人物
父は洋裁業を営み、中学時代に家族で東京都に転居する。
高校卒業後、武蔵野ドレスメーカー（現・専門学校武蔵野ファッションカレッジ）に進学するが、学校で開催された学園祭に先輩の薦めで出演していたところ、学園祭を見ていた芸能関係者にスカウトされて吉村事務所に所属する。
1968年、日活映画『BG・ある19才の日記 あげてよかった!』でデビュー。本作を機に日活と専属契約を結び、丘みつ子、沖雅也、長谷川照子とともに「エメラルドライン」として売り出すが、日活が任侠映画やロマンポルノに方向転換したことも重なり、低迷する。
1970年、ライオン奥様劇場『続・下町育ち』（フジテレビ）に、鮎川いずみと姉妹役でレギュラー出演。同作の制作会社であるNMCからはデビュー当時、出演依頼があったものの事務所の方針で辞退していた。当時は五社協定があるため、他社作品である本作には出演できないところであったが、当時の日活の常務に直訴したところ了承され、出演可能になった。当時の紹介記事では、日活を離れるか悩んでいるとしたうえで「新しい道を開けるか勝負です」と述べている。
『続・下町育ち』終了後、日活から柊企画に移籍してテレビドラマに活動の場を移し、『ワン・ツウ アタック!』（東京12チャンネル）などへの出演を経て、1972年の特撮テレビドラマ『ウルトラマンA』に超獣攻撃隊・TACの女性隊員・美川のり子役でレギュラー出演。
『ウルトラマンA』終了後もテレビドラマで活動するが、1975年の昼ドラ『女の日時計』（毎日放送）で共演した俳優の勝呂誉に勧められて始めたゴルフを通じて知り合った男性と結婚し、引退した。
引退後は女優になる前からの夢だった喫茶店の経営を東京・銀座で夫と共に始める。（銀座三丁目　喫茶店「珈琲 蕃」）
しかし多額の借金をして開店させたものの過労で夫がダウンし、借金の返済どころか、高額医療で毎月60万円もの費用がかかったと言われている。
膨れ上がった借金は1億円にもなったという。
そんな苦しい時に救ってくれたのは、息子の存在だったという。一生懸命働き借金は全て返済。
夫も奇跡的に回復した。その後は息子が経営を継いだが、2019年12月31日17時で39年の歴史を閉じ、閉店した。
長らく表舞台に姿を現すことはなかったが、2006年にはファミリー劇場の『ウルトラ情報局』6月号にゲストとして登場した。その後はファンとの交歓の場に出るようになり、2019年に新潟市中央区の飲食店にてファンの集いに参加した際には、当時の同県副知事の溝口洋も駆けつけてギター演奏を担当している。
ウルトラヒロインの先輩にあたるひし美ゆり子（ウルトラセブン友里アンヌ隊員役）とはひし美主催のトークイベント「ゆり子の友達の和」に準レギュラー（ゲスト常連）として呼ばれるなど仲が良い。
また、喫茶店閉店後も前述のひし美とのイベントだけではなく、『ウルトラマンA』で共演していた、高峰圭二、佐野光洋と一緒に梅津ダン役で出演していた梅津昭典に再会したのを高峰のTwitterで紹介されたりと自身のブログ等は持っていないが、他の人のブログ等やウルトラ関連のイベントには登場している。

## エピソード
- 特技は、日本舞踊[1]、英文タイプ[2][3]。
- 『ウルトラマンA』の劇中で着用した私服は、父親に頼んで縫ってもらった。また、第4話「3億年超獣出現！」で使用したブローチは私物であった。そのブローチは劇中で爆弾として使用されるため、監督の山際永三が非常に気遣って何度も念を押されたが、第4話は西がメインとなるエピソードであり、「いい物を着けたいので大丈夫です」と使用不能となることを了承している。結果的にブローチは劇中で破損しているが、後年のインタビューの中で「映像に残っていてよかった」と述べている[2]。
- 『ウルトラマンA』当時の紹介記事では「ゴールデンタイムのドラマに出演したいという夢はありますが、今は本作に全力投球しています。与えられた仕事を一つ一つ大切にすることが肝心だと思います」と述べている[6]。

## 出演

### テレビドラマ
- 喧嘩太郎（1968年 - 1969年、MBS）
- ライオン奥様劇場 （CX）  
  - 続・下町育ち（1970年） - 妙子
  - 大奥の女たち（1971年） - 千代
  - 春泥尼（1975年） - 妙栄
- プレイガール（12ch）  
  - 第90話「おんな勝負の賭けどころ」（1970年）
  - 第91話「酔いどれはだか仁義」（1970年）
  - 第94話「恋の長崎殺人事件」（1971年）
- ハレンチ学園 第13話「学芸会の巻」（1970年、12ch）
- 特別機動捜査隊（NET）
  - 第480話「砕けた赤いダイヤ」（1971年） - 真美子
  - 第489話「風の中の姉妹」（1971年） - 原田芳恵
  - 第498話「女の縮図」（1971年）  - 明子
  - 第519話「真実の報酬」（1971年） - 貴世
  - 第544話「絶体絶命」（1972年）  - 亜紀
  - 第605話「恋の裏通り」（1973年）　- しのぶ
- ワン・ツウ アタック! → レッツ・ゴー ミュンヘン!（1971年、12ch） - 早田絹代
- 太陽の恋人 （1971年、NET） - 中川先生
- キイハンター（TBS）
  - 第184話「決斗! 大雪渓のダイヤモンド作戦」（1971年） - 夏子
  - 第190話「キイハンター 浮気団地で大暴れ!」（1971年） - ナオミ
  - 第199話「ヨーイ・ドン! 日米ボウリング大作戦」（1972年） - ローザ・キハラ
- 刑事くん （TBS）
  - 第1部 第12話「もどらない日々」（1971年） - 倉橋亜紀
  - 第3部 第16話「つとむ君、強く明日へ!」（1974年）
- 清水次郎長 第37話「丁半めくら勝負」（1972年、CX） - おきぬ
- シルバー仮面ジャイアント 第12話「恐怖のサソリンガ」、第13話「サソリンガ東京猛襲」（1972年、TBS） - 佐野明子
- 世なおし奉行 第4話「関八州罷り通る」（1972年、NET）
- ウルトラシリーズ（TBS）
  - ウルトラマンA（1972年 - 1973年） - 美川のり子
  - ウルトラマンタロウ 第15話「青い狐火の少女」（1973年） - 紅カオルの母
- アイフル大作戦 第12話「美女と散歩するガイ骨」（1973年、TBS）
- 伝七捕物帳（NTV）
  - 第26話「母娘かんざし」（1974年）  - お八重
  - 第40話「めんない母子鳥」 （1974年） - おみつ
  - 第106話「文治一番手柄」（1976年） - お鈴
- 太陽にほえろ!  第123話「孤独のゲーム」（1974年、NTV） - 山中幸子
- 暗闇仕留人  第2話「試して候」（1974年、ABC） - おつゆ
- 妻そして女シリーズ / 女の日時計（1975年、MBS） - 榊原恵子

### 映画
- BG.ある19才の日記 あげてよかった!（1968年、日活）- 主演・鏑木敬子
- 花ひらく娘たち（1969年、日活）- 女事務員
- 続・女の警察（1969年、日活）- 星川京子
- 恋のつむじ風（1969年、日活）- 社長令嬢
- 涙でいいの（1969年、日活）- 映子
- 女の警察・国際線待合室（1970年、日活）
- 残酷おんな情死（1970年、日活）- 六本木族の女
- 盛り場流し唄 新宿の女（1970年、日活）- 平田ミドリ
- 電エースカオス（2023年12月22日、エクストリーム）[7]

### イベント
- 『ウルトラマンA』40周年記念 TAC隊員大集合!（2012年4月30日）
- ショック!ショック!40年目のアイアンショック!浜田光夫、『アイアンキング』を語る!（2012年8月19日）
- 第１回特撮女子会（2023年4月8日、アニメ特撮BAR　G-熊本県熊本市）、出演-西恵子、田中由美子、牧野美千子予定